# Thorp, Wisconsin
Thorp är en stad (city) i Clark County i Wisconsin i USA. Vid 2010 års folkräkning hade Thorp 1 621 invånare.